# Liste der Monuments historiques in Le Thillot
Die Liste der Monuments historiques in Le Thillot führt die Monuments historiques in der französischen Gemeinde Le Thillot auf.

## Liste der Immobilien
| Bezeichnung                | Beschreibung | Standort                    | Kennzeichnung | Schutzstatus   | Datum | Bild           |
| -------------------------- | --- | --------------------------- | ------------- | -------------- | ----- | -------------- |
| Grubenareal von Le Thillot | Stollen und Mundlöcher von Blei- und Kupferminen, 16. bis 18. Jahrhunderts; auch auf der Gemarkung von Fresse-sur-Moselle | südöstlich des Ortes (Lage) | PA00135700    | Classé Inscrit | 1995  | weitere Bilder |